# Capasa bebaea
Capasa bebaea là một loài bướm đêm trong họ Geometridae.